# اش (ویرجینیای غربی)
اش (به انگلیسی: Ash) یک منطقهٔ مسکونی در ایالات متحده آمریکا است که در شهرستان ماسون، ویرجینیای غربی واقع شده‌است. اش ۲۷۱٫۸۸ متر بالاتر از سطح دریا واقع شده‌است.